# Hekasoft
Hekasoft è uno sviluppatore software italiano, specializzato principalmente in software per sistemi operativi Windows. È conosciuta soprattutto per il software di backup Hekasoft Backup & Restore premiato come "Best Free Browser Management Software" nel 2023 da New World Report e per l'editor di testo Hekapad.
Hekasoft è nata nel 2012 in Italia ed ha attualmente all'attivo 5 software ed un'estensione per browser, distribuiti con licenza Freeware.